# Mesteacănu (okręg Vrancea)
Mesteacănu – wieś w Rumunii, w okręgu Vrancea, w gminie Vizantea-Livezi. W 2011 roku liczyła 371
mieszkańców.